# بریستول ۴۰۶

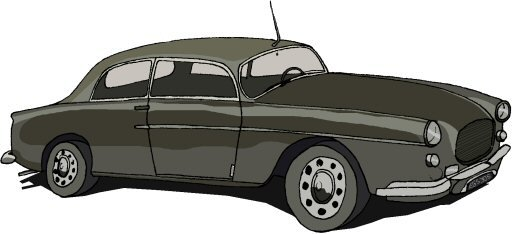

بریستول ۴۰۶ (Bristol ۴۰۶) خودرویی است که در سال‌های ۱۹۵۸–۱۹۶۱>۱۷۴ unitsتولید شده‌است. طراحی آن خودروهای موتور جلو-محور عقب بوده طول آن در حالت طبیعی ۴٬۹۷۸ میلیمتر (۱۹۶٫۰ اینچ) و عرض آن در حالت طبیعی ۱٬۷۲۷ میلیمتر (۶۸٫۰ اینچ) و وزن آن در حالت طبیعی ۱٬۳۶۵ کیلوگرم (۳٬۰۰۹ پوند) است.
موتور آن ۲۲۱۶ سی‌سی سیستم جعبه‌دندهٔ آن ۴ دنده به صورت دستی است.